# Coleocentrus quebecensis
Coleocentrus quebecensis är en stekelart som beskrevs av Léon Abel Provancher 1874. Coleocentrus quebecensis ingår i släktet Coleocentrus och familjen brokparasitsteklar. Inga underarter finns listade i Catalogue of Life.